# Marcos Prado
Marcos Prado (Rio de Janeiro, 1961)  é um fotógrafo, produtor e diretor de cinema brasileiro.

## Biografia
Como fotógrafo, recebeu diversos prêmios nacionais e internacionais, entre eles o World Press Photo 92 e o Focus on Your World 92, do PNUMA. Escolhido, em 2002, como Hasselblad Master, Marcos possui fotos nos acervos permanentes do Museu de Arte Moderna do Rio de Janeiro (MAM), do Museu de Arte de São Paulo Assis Chateaubriand  (MASP), e do Museu de Arte Moderna de São Paulo (MAM). Realizou exposições individuais no Brasil e no mundo. Teve trabalhos de fotografia publicados em vários periódicos brasileiros, tais como Veja, Trip, Folha de S.Paulo e O Globo.
Produziu os documentários Os Carvoeiros (1999), inspirado em seu livro homônimo e dirigido por Nigel Noble, e Ônibus 174 (2002), de José Padilha e Felipe Lacerda. Dirigiu programas de televisão para a Globosat, para a National Geographic Television e para a NBC.
Estreou como diretor com o longa Estamira (2004), melhor documentário do Festival do Rio, da Mostra de São Paulo, do Festival Internacional de Cinema de Karlovy Vary e do Festival Internacional do Documentário de Marselha, além de prêmios em Belém, Miami e Nuremberg.
Em 1997 fundou, com o cineasta José Padilha, a Zazen Produções, e juntos passaram a realizar seus próprios projetos. Produziu Tropa de Elite, de Padilha, filme que ganhou o Urso de Ouro no Festival de Berlim. Foi ainda o grande vencedor no Grande Prêmio Vivo de Cinema Brasileiro em abril de 2008, levando oito prêmios, incluindo o de melhor direção para José Padilha e o de melhor filme pelo júri popular. Em 2010 produziu Tropa de Elite 2: O Inimigo Agora é Outro, e após dois anos dirigiu Paraísos Artificiais. Recentemente dirigiu o longa Macabro, que foi exibido no Festival do Rio e no exterior; o filme se baseia em fatos reais, contando a história de vários assassinatos em série em Nova Friburgo, Região Serrana do Rio, na década de 1990, em que as principais vitimas eram mulheres.

## Filmografia selecionada
Como produtor
- Os Carvoeiros (1999)
- Ônibus 174 (2002)
- Tropa de Elite (2007)
- Tropa de Elite 2: O Inimigo Agora é Outro (2010)

Como diretor
- Estamira (2004)
- Paraísos Artificiais (2012)
- Macabro (2020)